# Lengenbostel
Lengenbostel ist eine niedersächsische Gemeinde in der Samtgemeinde Sittensen im Landkreis Rotenburg (Wümme). Neben dem Hauptort Lengenbostel gehört noch der Ort Freetz zur Gemeinde.

## Geschichte
Im Gemeindegebiet gibt es mehrere jungsteinzeitliche Funde von Herdgruben und Urnengräberfeldern, die aus der Zeit von etwa 2000 v. Chr. stammen.
Der Ort Freetz wird 1263 erstmals als tho dem Fredesloh erwähnt. So feierte das Dorf im Jahre 2013 ein Jubiläumsjahr anlässlich des 750. Jubiläums mit verschiedenen Veranstaltungen.
In neuerer Zeit wurden in der Glimmertongrube in Freetz mehrere Skelette von fossilen Walen des Miozän gefunden.

### Eingemeindungen
Am 1. März 1974 wurden die Gemeinden Lengenbostel und Freetz im Zuge der Gemeindereform vereinigt. Freetz war seit 1949 eigenständig, während es zuvor seit 1848 zu Kalbe gehörte.

## Politik
Gemeinderat
Seit der Kommunalwahl 2021 setzt sich der Gemeinderat, einschließlich des Bürgermeisters, wie folgt zusammen:
- SPD: Thomas Kannenberg (1.stellv.Bgm)
- WfB: Hermann Stemmann (Bgm.), Brigitte Burkardt, Stephanie Höper
- CDU: Maikel Wilkens (2.stellv.Bgm.), Jörg Dreyer, Julia Brünjes

### Wappen
Blasonierung: In blau über einem aus Stroh geflochtenen goldenen Bienenkorb drei fliegende Bienen 1:2, von denen die obere dem Korb ab-, die beiden unteren ihm zugewendet sind.

## Infrastruktur
Verkehr 
Der Ort liegt direkt an der A 1, an die es über die Anschlussstelle Sittensen angebunden ist. Es verkehrt zudem täglich ein Bus nach Sittensen mit weiteren Verbindungen nach Hamburg oder Bremen.
Allgemein
- Zwei aktive Freiwillige Feuerwehren
- Dorfgemeinschaftshäuser für verschiedenen Gruppen